# Franciszek II Gonzaga
Franciszek II Gonzaga (właściwie Jan Franciszek Gonzaga, wł. Francesco II Gonzaga, Giovanni Francesco Gonzaga; ur. 10 sierpnia 1466 r., zm. 29 marca 1519 r.) – kondotier, markiz Mantui od 1484 roku z rodu Gonzagów.

## Życiorys
Franciszek był najstarszym synem markiza Mantui Fryderyka I Gonzagi i Małgorzaty, córki księcia bawarskiego Albrechta III. Tron w Mantui objął po śmierci ojca w 1484 r., początkowo pod opieką swego stryja Ludwika. Kontynuował kondotierskie tradycje rodziny. Początkowo odnowił kontrakt kondotierski z mediolańskimi Sforzami, z czasem zaczął jednak zmieniać pracodawców, lawirując pomiędzy różnymi siłami politycznymi ścierającymi się w Italii. W okresie służby dla Wenecji, w 1495 r., dowodził armią książąt włoskich w bitwie pod Fornovo. Z kolei później, przez pewien czas Franciszek pozostawał w niewoli weneckiej, z której został uwolniony dopiero po oddaniu swego syna Fryderyka jako zakładnika na dwór papieski.
W 1490 r. poślubił Izabelę (1474–1539), córkę księcia Ferrary i Modeny Herkulesa I z rodu d’Este (małżeństwo zostało zaplanowane jeszcze przez jego ojca w 1480 r.). W okresie nieobecności Franciszka, Izabela sprawowała rządy w księstwie. Doczekali się licznego potomstwa:
- Hipolita (?–1570),
- Eleonora (1493–1550/70),
- Fryderyk II (1500–1540), następca ojca na tronie w Mantui,
- Herkules (1505–1565), kardynał,
- Ferdynand (1507–1557), hrabia Guastalla,
- Liwia (1509–1569), żona księcia Urbino Franciszka Marii I della Rovere.

Franciszek jednak angażował się też w inne związki. Miał co najmniej trzy nieślubne córki, od 1503 r. związany był z Lukrecją Borgią.